# Xã Baker, Quận Linn, Missouri
Xã Baker (tiếng Anh: Baker Township) là một xã thuộc quận Linn, tiểu bang Missouri, Hoa Kỳ. Năm 2010, dân số của xã này là 196 người.